# Qubes OS
Qubes OS е безплатна и с отворен код Линукс дистрибуция, която се фокусира върху сигурност, ползвайки иновативни техники. Базирана е на Fedora.
Начинът ѝ на работа е различен от останалите „класически“ операционни системи. Процесите са изолирани един от друг и от системата, така че в случай в който един е „пробит“ чрез „дупка в сигурността“, останалите и системата остават незасегнати. Различните изолирани процеси се наричат „qubes“.
Поддържа се и „Whonix“, който позволява сигурно и анонимно ползване на Интернет, чрез препращане на целия трафик на системата през „Tor“ протокола и се изолира за да се предотвратят „DNS Leaks“.
Интегриран е и „Anti Evil Maid“, който предотвратява „Evil Maid“ атаки, но изисква познание и добро конфигуриране спрямо това което потребителя смята че е най-добре в неговата ситуация.